# Fundación Nacional Francisco Franco
La Fundación Nacional Francisco Franco es una institución privada española, creada en 1976 y cuyos objetivos son difundir la memoria y obra de Francisco Franco, jefe de Estado español que estableció una dictadura durante 36 años.
Legalmente, la Fundación Nacional Francisco Franco, empezó un 8 de octubre de 1976, cuando Carmen Franco Polo, hija del dictador, encabezó la comitiva para inscribir a la FNFF en el registro de entidades sin ánimo de lucro. El acto fue formalizado ante el notario Alejandro Bérgamo, que tomó nota de los objetivos declarados por 226 socios fundadores. Entre ellos, además de Carmen Franco, figuraban militares, dirigentes falangistas y cargos públicos del régimen. Entre sus fines fundacionales figuraba "difundir el conocimiento de Francisco Franco en su dimensión humana y política", "contribuir a la proyección de su ideario sobre el futuro de la vida española" o también "exaltar su vida como modelo de virtudes puestas al servicio de la patria y todas cuantas acciones conduzcan a enaltecer la figura de Franco y preservar su legado". El 24 de noviembre de 1976, el patronato de la fundación se presentó en el Palacio Real, donde les esperaba el rey Juan Carlos I, y en ese encuentro la hija del dictador Carmen Franco le entregó al monarca la primera medalla de oro que concedía la fundación.
El principal activo de la fundación es el archivo personal de Francisco Franco, que contiene unos 30 000 documentos (300 000 páginas) de carácter muy diverso: correspondencia con otros jefes de Estado, informes confidenciales de tipo personal, copias de escritos originales, anotaciones particulares, así como borradores de leyes o reglamentos (algunos de estos documentos contienen secretos de Estado, según el Gobierno de España). Su actual presidente es Juan Chicharro Ortega, antiguo ayudante del rey Juan Carlos I, mientras que la presidencia de honor correspondía a Carmen Franco y Polo hasta su fallecimiento, cuando la sucedió su nieto y, por tanto, bisnieto del dictador, Luis Alfonso de Borbón.
Uno de los fines de la fundación establecidos en sus estatutos era enaltecer la figura de Franco pero, para evitar su ilegalización, la fundación modificó sus estatutos en 2018.
En junio de 2024, el Ministerio de Cultura inició los trámites del procedimiento para la extinción de la Fundación en cumplimiento de la Ley de Memoria Democrática y en el marco de las funciones del Protectorado de Fundaciones de competencia estatal.

## Polémicas

### Subvenciones públicas
En noviembre de 2002, el Gobierno de José María Aznar recibió críticas de algunos políticos y medios de comunicación por haber concedido la mayoría de ayudas públicas frente a otras organizaciones a varios proyectos de la Fundación. Gonzalo Anes, director de la Real Academia de la Historia, defendió estas ayudas basándose en que la informatización de los archivos históricos —fin al que iban dirigidas las subvenciones de 150.000 euros—, la haga quien la haga, siempre es buena para facilitar el trabajo de los historiadores mientras estos archivos permanezcan públicos, circunstancia que ha sido motivo de controversia. 
La Fundación Nacional Francisco Franco por un lado argumenta que no lo impide. Pero varios historiadores, por ejemplo Javier Tusell y Andreu Mayayo, denunciaron que la fundación sí les impedía y obstaculizaba la consulta de sus fondos, cuando sí se permite el acceso a sus fondos a historiadores relacionados con la extrema derecha. Mayayo envió el 22 de noviembre de 2002 una denuncia de los hechos por escrito a la entonces ministra de Cultura Pilar del Castillo. 
En 2003, el gobierno del PP volvió a subvencionar a la Fundación Francisco Franco, y Mayayo reitera que no ha recibido respuesta y que envió a la ministra Pilar del Castillo una denuncia en la que hacía constar que, aunque acudió a esa fundación debidamente acreditado, solo consiguió ver algunas fotocopias de documentos públicos y un despacho de la agencia de noticias Efe «ya conocidos y que pueden encontrarse en los archivos de la Administración». También denunciaba que no se le permitió consultar el índice del archivo, con el argumento de que no existía. Tampoco pudo ver ninguna carta, manuscrito ni anotación personal del dictador.

### Eugenio Merino y sus esculturas
La Fundación ha denunciado a Eugenio Merino en dos ocasiones: 
El 16 de febrero de 2012 esta institución inició los trámites para denunciar a Eugenio Merino por la escultura Always Franco expuesta en la edición de ARCO de 2012 en la que se podía ver a la figura del dictador metida en un frigorífico de Coca-Cola. La denuncia fue desestimada el 17 de julio de 2013.
En 2014 volvió a denunciarle por la escultura Punching Franco, una escultura hiperrealista en la que la cabeza del dictador era un saco de boxeo. La causa fue también desestimada.

### Pazo de Meirás
Alrededor de junio de 2017 la Fundación comienza a gestionar las visitas al Pazo de Meirás, palacio propiedad de la familia Franco en el municipio de Sada y reclamado por la ciudadanía y la Junta de Galicia presidida por Feijóo. A pesar del rechazo generalizado, la Fundación advirtió de que utilizaría el Pazo para elogiar la grandeza del dictador Franco, hecho que fue duramente recriminado e incluso fueron multados por la Junta, declarando que donen el Pazo si no quieren cumplir la ley, ya que en ningún caso daría dinero por el inmueble. Del mismo modo, el Gobierno de Mariano Rajoy declaró que apoyaría todas las acciones para lograr la titularidad pública del monumento. También dan su apoyo una coalición llamada Xunta Pro Devolución do Pazo de Meirás integrada por diversos ayuntamientos, la Diputación de La Coruña, la Universidad de La Coruña y demás organizaciones y asociaciones.
El 2 de septiembre de 2020, el Juzgado de Primera Instancia número 1 de La Coruña sentenció que el Pazo era propiedad del Estado, declarando nula y sin efecto la "donación personal" a Franco y a su familia del pazo. Dos meses después se cumplió la sentencia, y desde el 10 de diciembre de 2020 dejó de ser propiedad de la familia Franco y pasó a ser patrimonio del Estado.